# Stephan Krumbiegel
Stephan Krumbiegel (* 1964 in Stuttgart) ist ein deutscher Filmeditor.

## Leben
Stephan Krumbiegel ist Ingenieur für Medientechnik. Seit Anfang der 1990er Jahre betätigt er sich als Editor für Dokumentar- und Spielfilme. Er war wenige Jahre auch als Aufnahme- oder Produktionsleiter tätig. Seit 2007 unterrichtet er im Studiengang Montage an der Filmuniversität Babelsberg.
Krumbiegel ist Mitglied der Deutschen Filmakademie.

## Filmografie (Auswahl)
- 1998: Tisch No. 6
- 2001: Lost Killers
- 2002: Berlin: Sinfonie einer Großstadt (Dokumentarfilm)
- 2003: Sie haben Knut
- 2008: Nacht vor Augen
- 2010: Wiegenlieder (Dokumentarfilm)
- 2011: Unter Kontrolle (Dokumentarfilm)
- 2011: Gerhard Richter – Painting (Dokumentarfilm)
- 2015: Mädchen im Eis
- 2016: Peter Handke – Bin im Wald, kann sein, dass ich mich verspäte (Dokumentarfilm)
- 2017: Beuys (Dokumentarfilm)
- 2019: Hi, Ai (Dokumentarfilm)
- 2019: Eine fremde Tochter
- 2020: Ökozid
- 2022: The Corridors of Power (Dokumentarfilm)
- 2024: Riefenstahl (Dokumentarfilm)

## Auszeichnungen
- 2010: Schnitt-Preis für Wiegenlieder
- 2011: Schnitt-Preis für Unter Kontrolle
- 2017: Bayerischer Filmpreis für Beuys und Peter Handke – Bin im Wald, kann sein, dass ich mich verspäte …[2]
- 2018: Deutscher Filmpreis für Beuys